# 아스트로이드

아스트로이드

아스트로이드를 그리는 과정.

기하학에서 아스트로이드(astroid)는 반지름의 길이가 {\displaystyle r}인 원의 안에서 원주를 따라 반지름의 길이가 {\displaystyle r/4}인 원이 구를 때, 작은 원의 원주 위에 있는 한 정점이 그리는 별 모양의 곡선으로, 네 개의 뾰족점을 갖는 하이포사이클로이드이다.
실제로 아스트로이드라는 이름은 별이라는 의미의 그리스어에서 비롯되었으며, 별모양이라는 뜻의 성망형(星芒形)이라고도 부른다.

## 방정식
아스트로이드의 방정식은 다음과 같다.
{\displaystyle x^{\frac {2}{3}}\ +y^{\frac {2}{3}}\ =r^{\frac {2}{3}}\ }.
θ의 매개방정식으로 바꾸면 다음과 같다.
{\displaystyle x=rcos^{3}(\theta ),y=rsin^{3}(\theta )}

## 수치
반지름이 {\displaystyle r}인 원에서 굴린 아스트로이드의 넓이는 {\displaystyle {\frac {3}{8}}\pi r^{2}}이고 둘레는 {\displaystyle 6r}이다.

## 같이 보기
- 사이클로이드
- 델토이드 곡선
- 초타원